# British Sea Power
British Sea Power is een indie- en newwaverockband uit Brighton, Groot-Brittannië. De stijl van British Sea Power wordt vaak omschreven als de wat donkere gitaarpop die te vergelijken is met Joy Division, The Cure en The Talking Heads. De band heeft drie albums uitgebracht en staat bekend om zijn energieke optredens.

## Bezetting

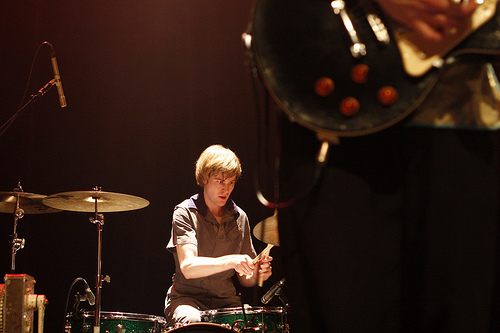
Drummer Wood tijdens een optreden in Parijs in 2008.

De band bestaat uit vier leden. Alle drie worden ze voornamelijk bij hun bijnaam genoemd:
- Yan (Scott Wilkinson) - Zang, gitaar
- Noble (Martin Noble) - Gitaar, piano, keyboard
- Hamilton (Neil Wilkinson) - Basgitaar, zang, gitaar
- Wood (Matthew Wood) - Drums

Violiste Abi Fry speelt sinds de oprichting met veel opnames en optredens van de band mee. Sinds 2002 speelt ook Eamon Hamilton op de liveoptredens keyboard mee.

## Geschiedenis
De band ontstond in 2000 uit de broers Scott en Neil Wilkinson (Hamilton en Yan) en hun schoolvriend Wood (alle drie uit Kendal) en Noble uit West Yorkshire. In 2001 bracht de groep op hun eigen label Golden Chariot de eerste single uit: "Fear Of Drowning". Ze trokken echter vooral aandacht vanwege hun liveoptredens. Tijdens een optreden in september 2001 zag Geoff Travis de band en hij besloot ze te laten tekenen voor zijn label Rough Trade Records.
In 2003 kwam de debuutplaat van de band uit: "The Decline of British Sea Power". De single "Carrion" hierop werd de eerste top 40-hit voor de band in Groot-Brittannië. Het album werd een succes: ongeveer 60.000 exemplaren werden verkocht.
Het tweede album Open Season, dat verscheen in april 2005 werd net als het debuut goed ontvangen door de pers. Single "It Ended on an Oily Stage" behaalde de 18e plek in de Britse top 40.
In 2007 vertrok de band naar de Verenigde Staten om een ep op te nemen, "Krankenhaus?". In 2008 kwam "Do You Like Rock Music?" uit, het derde album van de groep. Opvallend aan dit album was dat het op zeer verschillende plekken was opgenomen, te weten Tsjechië, Canada en Fort Tregantle, een fort op de klippen bij Cornwall.
De band trad in 2008 onder andere op op Glastonbury en Lowlands.
In 2019 componeerde de band 28 nummers voor de soundtrack van het computerspel Disco Elysium.

## Discografie

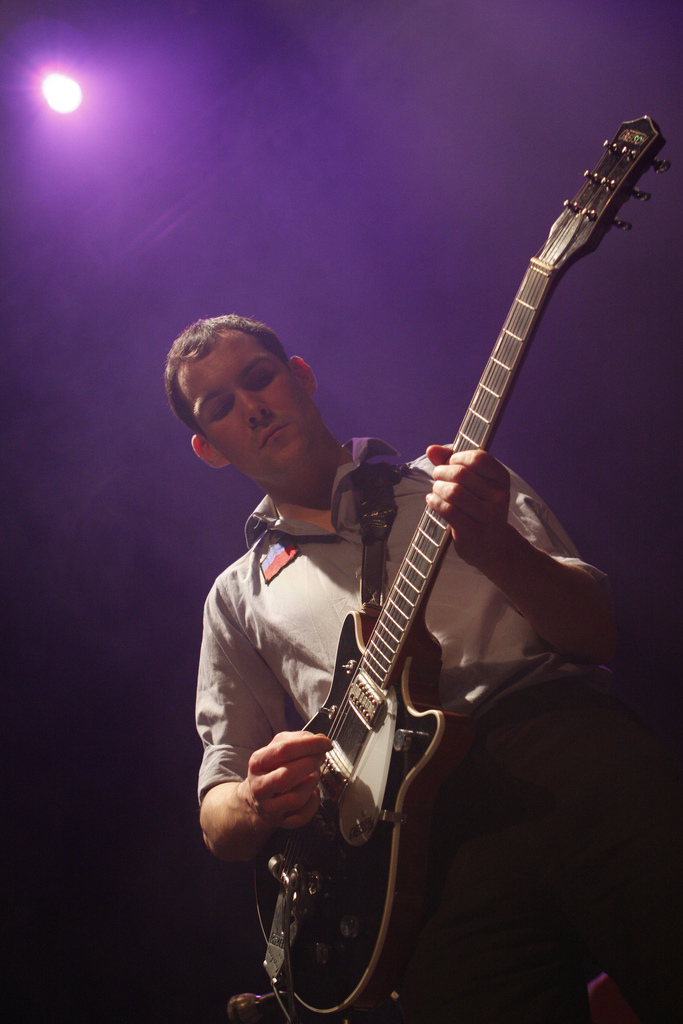
Gitarist Noble tijdens een optreden in Parijs in 2008.

### Albums
- The Decline Of British Sea Power (02-06-2003) (Britse albumchart nr. 54)
- Open Season (04-04-2005) (Britse albumchart nr. 13)
- Do You Like Rock Music? (14-01-2008) (Britse albumchart nr. 10)
- Man Of Aran (18-05-2009)
- Valhalla Dancehall (10-01-2011)
- Machineries Of Joy (01-04-2013)
- Disco Elysium - Soundtrack & Artbook (23-12-2019)

### Singles
- "Fear of Drowning" (2001)
- "Remember Me" (2001) (UK nr. 114)
- "The Lonely" (2002) (UK nr. 76)
- "Childhood Memories" (2002) (UK nr. 90)
- "Carrion/Apologies to Insect Life" (2003) (UK nr. 36)
- "Remember Me" (2003) (UK nr. 30)
- "A Lovely Day Tomorrow" (met Ecstasy of Saint Theresa) (2004)
- "It Ended on an Oily Stage" (2005) (UK nr. 18)
- "Please Stand Up" (2005) (UK nr. 34)
- "Remember Me/I Am a Cider Drinker" (met The Wurzels) (2005)
- "Waving Flags" (2008) (UK nr. 31)
- "No Lucifer" (2008)
- "Machineries Of Joy" (2013)

### Ep's
- "Remember Me" (2003)
- "The Spirit of St. Louis" (2004)
- "Krankenhaus?" (2007)